# Svartstjärtad astrild
Svartstjärtad astrild (Glaucestrilda perreini) är en fågel i familjen astrilder inom ordningen tättingar.

## Utseende och läte
Svartstjärtad astrild är en liten och vackert grå astrild med svart stjärt och röd övergump som syns väl i flykten. Den är mycket lik den lokalt förekommande mopaneastrilden, men är mörkare grå med svart näbb och grå "lår". Lätet består av en utdragen vissling som ofta dubbleras.

## Utbredning och systematik
Svartstjärtad astrild delas in i två underarter med följande utbredning:
- perreini – förekommer i Demokratiska republiken Kongo, Angola, Zambia, Tanzania och nordligaste Malawi
- incana – förekommer i södra Malawi, sydöstra Zimbabwe, Moçambique och Sydafrika

### Släktestillhörighet
Svartstjärtad astrild placeras traditionellt i släktet Estrilda, men lyfts numera vanligen ut till släktet Glaucestrilda efter genetiska studier som visar att den liksom nära släktingarna lavendelastrild och mopaneastrild står närmare vitkindad astrild (Delacourella capistrata, tidigare i Nesocharis).

## Levnadssätt
Svartstjärtad astrild hittas utmed skogsbryn och i tätt skogslandskap. Den är skygg och tillbakadragen, och ses vanligen i småflockar.

## Status och hot
Arten har ett stort utbredningsområde, men tros minska i antal, dock inte tillräckligt kraftigt för att den ska betraktas som hotad. Internationella naturvårdsunionen IUCN listar arten som livskraftig (LC).

## Namn
Fågelns vetenskapliga artnamn hedrar Jean Perrein (1750-1805), fransk naturforskare och samlare av specimen i tropiska Afrika.